# Confederação Brasileira de Atletismo
A Confederação Brasileira de Atletismo (CBAt) é o órgão responsável pela organização dos eventos, pelo planejamento do esporte no Brasil, pela criação de normas que regem tal esporte dentro país e pela representação dos atletas do atletismo no Brasil. 
Atualmente é presidida por Wlamir Motta Campos, e com sede em São Paulo, a CBAt representa no Brasil as 27 federações estaduais, mais de 500 clubes, 20 mil atletas, 900 árbitros e 700 técnicos federados. No passado, sua direção estava subordinada a Confederação Brasileira de Desportos (CBD), assim como a maioria dos esportes no Brasil, sendo desvinculada em 2 de dezembro de 1977, e entrando em funcionamento efetivamente em 1 de janeiro de 1979.

## História[1]
A Confederação Brasileira de Atletismo (CBAt) foi fundada no dia 2 de dezembro de 1977, no Rio de Janeiro, após o fim das atividades da Confederação Brasileira de Desportos (CBD), que gerenciava os esportes no País. Começou a operar normalmente no começo de 1979, no Rio de Janeiro.
A criação do CBAt elevou o atletismo a um novo patamar. A partir de meados da década de 1980, a entidade passou a enviar atletas para competir em eventos oficiais no exterior. O calendário nacional passou a incluir todas as provas do esporte em todas as faixas etárias.
A CBAt - que congrega 27 federações - funciona desde janeiro de 2019 na cidade de Bragança Paulista (SP), numa área de cerca de 81 mil metros quadrados. Além da sede administrativa da CBAt, funciona no local o Centro Nacional Loterias Caixa de Desenvolvimento do Atletismo (CNDA), grande orgulho da modalidade.
Com a CBAt, o Brasil passou a ter um calendário nacional do atletismo (Brasileiros Sub-16, Sub-18, Sub-20, Sub-23 e Troféu Brasil; Copas de Marcha Atlética, Cross Country, Combinadas, Meio Fundo e Fundo, Taça Brasil Máster, Troféu Adhemar Ferreira da Silva - universitário) e a organizar eventos internacionais, como Sul-Americanos, Ibero-Americanos, Mundiais, além de provas como o Grande Prêmio Brasil, eventos com a chancela da World Athletics.
Passaram a existir programas de apoio para seleções brasileiras, atletas e treinadores, que ajudam o Brasil a trazer medalhas de todas as competições internacionais, incluindo Mundiais e Olimpíadas.
A CBAt é atualmente uma das confederações protagonistas do olimpismo em nosso País, uma entidade forte, respeitada e reconhecida no meio esportivo e junto ao Governo, ao mercado publicitário, aos patrocinadores e a sociedade.

## Federações
| Estado              | Organização                                                       | Site                             |
| ------------------- | ----------------------------------------------------------------- | -------------------------------- |
| Acre                | Federação Acreana de Atletismo - FAcA                             |                                  |
| Alagoas             | Federação Alagoana de Atletismo - FAAt                            |                                  |
| Amapá               | Federação de Atletismo do Amapá - FAAp                            |                                  |
| Amazonas            | Federação Desportiva de Atletismo do Estado do Amazonas - FEDAEAM |                                  |
| Bahia               | Federação Bahiana de Atletismo - FBA                              | www.fba.org.br                   |
| Ceará               | Federação Cearense de Atletismo - FCAt                            | www.fcatletismo.com.br           |
| Distrito Federal    | Federação de Atletismo do Distrito Federal - FAtDF                | www.fatdf.org.br                 |
| Espírito Santo      | Federação Capixaba de Atletismo - FECAt                           |                                  |
| Goiás               | Federação Goiana de Atletismo - FGAt                              | atletismodegoias.com             |
| Maranhão            | Federação Atlética Maranhense - FAMA                              |                                  |
| Mato Grosso         | Federação de Atletismo de Mato Grosso - FAMT                      | www.famt.com.br                  |
| Mato Grosso do Sul  | Federação de Atletismo de Mato Grosso do Sul - FAMS               |                                  |
| Minas Gerais        | Federação Mineira de Atletismo - FMA                              |                                  |
| Pará                | Federação Paraense de Atletismo - FPAt                            | www.fpat.com.br                  |
| Paraíba             | Federação Paraibana de Atletismo - FPbA                           |                                  |
| Paraná              | Federação de Atletismo do Paraná - FAP                            | www.atletismofap.org.br          |
| Pernambuco          | Federação Pernambucana de Atletismo - FEPA                        | www.atletismopernambucano.com.br |
| Piauí               | Federação de Atletismo do Piauí - FAPI                            |                                  |
| Rio de Janeiro      | Federação de Atletismo do Estado do Rio de Janeiro - FARJ         | www.atletismorio.com.br          |
| Rio Grande do Norte | Federação Norte-Rio-Grandense de Atletismo - FNA                  | www.fnatletismo.com.br           |
| Rio Grande do Sul   | Federação de Atletismo do Estado do Rio Grande do Sul - FAERGS    | www.faergs.org.br                |
| Rondônia            | Federação de Atletismo de Rondônia - FARO                         |                                  |
| Roraima             | Federação Roraimense de Atletismo - FERA                          |                                  |
| Santa Catarina      | Federação Catarinense de Atletismo - FCA                          | www.fcatletismo.org.br           |
| São Paulo           | Federação Paulista de Atletismo - FPA                             | www.atletismofpa.org.br          |
| Sergipe             | Federação Sergipana de Atletismo - FSAt                           |                                  |
| Tocantins           | Federação de Atletismo do Estado do Tocantins - FATO              |                                  |